# Léopold Standaert
Leopoldus Eduardus Maria „Léopold“ Standaert (* 25. August 1884 in Gent; † nach 1924) war ein belgischer Segler.

## Erfolge
Léopold Standaert nahm zweimal an Olympischen Spielen teil. Bei den Olympischen Spielen 1920 in Antwerpen gewann er in der 8-Meter-Klasse nach der International Rule von 1919 die Bronzemedaille. Mit der Antwerpia V kam er in drei Wettfahrten stets hinter den beiden norwegischen Booten Sildra und Lyn auf dem dritten und damit auch letzten Platz ins Ziel. Skipper der Antwerpia V war Albert Grisar, zur Crew gehörten neben Standaert noch Henri Weewauters, Willy de l’Arbre und Georges Hellebuyck. Vier Jahre darauf in Paris wurde Standaert mit der Ciss unter Skipper Léon Huybrechts Fünfter.